# Kink (sexualité)
Le kink, également désigné sexualité kinky ou « kinky sex » en anglais, que l'on peut traduire par « sexualité tordue » ou encore « sexualité excentrique », et selon un usage en cours, équivalent de BDSM, désigne une sexualité qui sort de l'ordinaire, qui se revendique hors norme, par distinction de la sexualité vanille (sexualité dite conventionnelle) et socialement acceptable. Elle implique des fantasmes sexuels et des pratiques sexuelles jugées déviantes, ainsi qu'un phénomène social d'appropriation d'un stigmate et la formation d'une sous-culture.

## Origine
Le terme « kinky », qui signifie « vicieux, pervers », vient de l’argot américain et désigne une approche de la sexualité sortant de la norme,. Le mouvement «  kink » des années 1970 a utilisé le terme « sexualité vanille » (vanilla sex) pour distinguer ce qui ne relevait pas de la communauté et de la culture « kink ». Le terme est apparu dans un contexte où l'homosexualité était considérée comme une maladie mentale par l'American Psychiatric Association et peut être analysé comme un acte d'appropriation d'une identité jugée déviante par les membres d'une communauté marginalisée. Encore aujourd'hui, l'identité kinky demeure stigmatisée.
Le terme implique donc une grande part de réaction, face à une stigmatisation et à des aspects normatifs entourant la sexualité humaine.

## Définitions
La sexualité kinky est l'opposée de la sexualité dite conventionnelle (aussi nommée sexualité vanille). Le courant est apparu en réaction à la pathologisation et l'étiquetage comme déviance de certaines pratiques sexuelles.
Bien que la frontière entre ce qui est conventionnel ou non en matière de sexualité soit floue et varie selon les périodes historiques et les cultures, la sexualité kinky se situe par définition du côté « déviant » ou pervers de l'activité sexuelle. Les déviances sexuelles sont définies socialement, que ce soit de façon tacite ou explicite.
En 2014, un sondage mené par l'Université de Montréal auprès de 1 500 adultes québécois montre que peu de fantasmes sont inhabituels ou rares, bien qu'ils soient qualifiés d'« atypiques » dans le DSM-5.
La perception de ce qui relève de la perversion sexuelle et de ce qui relève du conventionnel a tendance à varier dans le temps, ainsi que selon les cultures et les valeurs, mais aussi des législations et de critères médicaux.
Dans le domaine de la sexualité humaine, la sexualité kinky s'exprime à travers des pratiques sexuelles ou des fantasmes qui peuvent être vus comme étant déviants.
Elle implique notamment des pratiques telles que la domination sexuelle, les jeux de rôle, le fétichisme ainsi que les paraphilies.

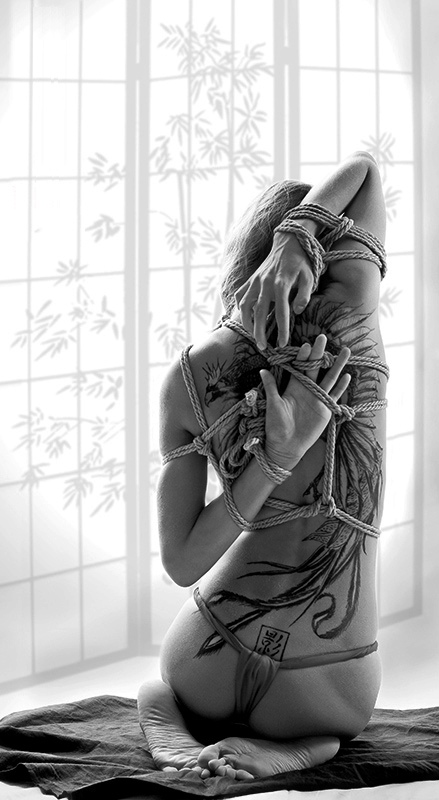
Bondage shibari.

Cependant, la définition demeure complexe puisque le terme englobe aussi des pratiques qui ne sont pas sexuelles, bien qu'elles soient potentiellement dangereuses et excitantes, comme notamment les jeux de couteaux ou le shibari, qui se basent principalement sur la soumission, le contrôle et des critères esthétiques, mais sans être sexuel.

## Consentement et sexualité kinky
Les tenants de la dépathologisation des pratiques non-conventionnelles, par leurs démarches actives visant à expliciter et à définir clairement le consentement, sont vus comme les plus fervents défenseurs du principe de consentement sexuel.
Les communautés kinky permettent notamment à leur membres de s'alerter mutuellement lorsqu'une personne jugée prédatrice, rode dans la communauté.
Il y a des courants de pensées divergents au sein de la communauté kinky, dont voici les deux principaux:
- les tenants du sexe « Safe, Sane, and Consensual » (Sûr, Sain et Consensuel) ;
- les tenants du « Risk Aware Consensual Kink (en) » (Au courant des risques d'une sexualité kink consentante).

Les seconds se distinguent des premiers en tenant à nuancer le fait d'être consentants pour avoir des pratiques risquées, tant qu'elles sont consensuelles. Un "safeword" est souvent mis en place, entre les adultes participants à des activités kinky.

## Sous-culture
La sexualité kinky implique généralement l'appartenance à une sous-culture et un apprentissage des pratiques et normes qui ont cours dans la communauté ,.
L'identité kinky demeure une identité stigmatisée, c'est-à-dire, vue comme étant socialement peu valorisante, voire inacceptable. Les personnes kinky peuvent souffrir de cet opprobre social.
Le droit et autres institutions sociales affectent le comportement des personnes adoptant une sexualité kink en les forçant à la marginalité. La communauté kinky se retrouve en ligne. Le site FetLife représente le plus important site de réseautage en ligne pour les personnes kinky.
Ils s'identifient comme étant des kinksters.
Les kinksters démontrent moins de propension à vouloir faire un coming out, comme il est possible d'observer au sein de la population LGBTQIA+, particulièrement parce qu'il est plus simple de cacher un intérêt pour la sexualité kinky que de cacher une relation homosexuelle.

### Tensions
La communauté kinky est traversée par des remises en questions et des enjeux qui lui sont propres. Le cas du stéréotype du mâle dominateur et de la femme soumise (comme dans la culture Goréenne) ainsi que la fétichisation des femmes obèses, asiatiques ou noires, peuvent causer des tensions au sein de la communauté.
D'anciens livres illustrés japonais érotiques, shunga, représentent des représentations fantastiques, mais un lien avec une sexualité kinky contemporaine resterait à expliciter.

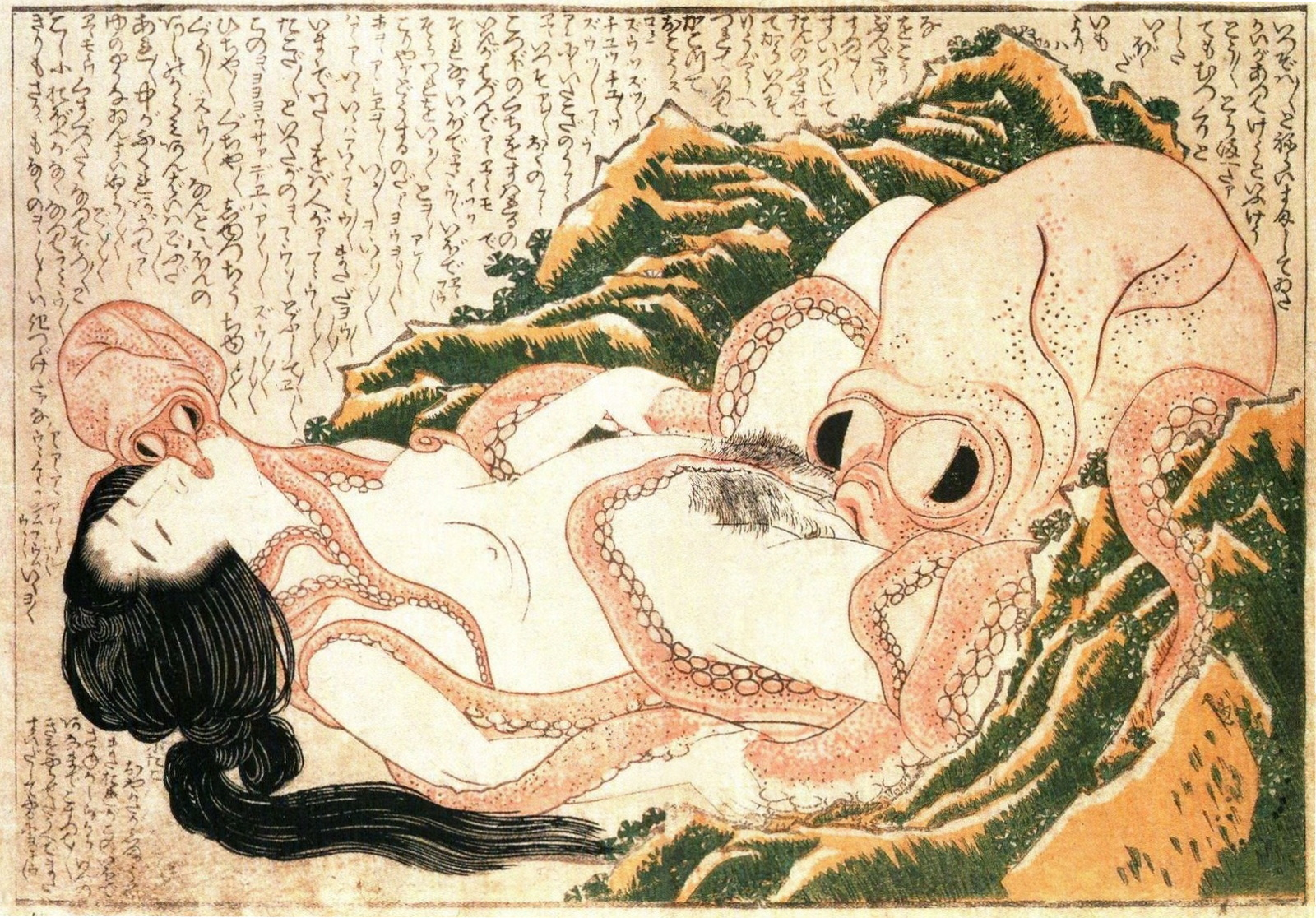
Gravure sur bois, Hokusai, 1814, mouvement de l'Ukiyo-e. Estampe shunga mêlant érotisme et fantastique, connue comme "Le Rêve de la femme du pêcheur". Tirée du livre "Jeunes pousses de pin » - ' - (3 volumes, 22,3 x 15,7 cm.).